# Beveridge
Beveridge is een plaats in de Australische deelstaat Victoria en telt 1192 inwoners (2006).

## Geboren
- Ned Kelly (1854-1880), bushranger